# Râul Bistricioara, Horezu
Râul Bistricioara este un curs de apă, afluent al râului Horezu, în județul Vâlcea. 